# Raión de Abinsk
El raión de Abinsk (del ruso: Аби́нский райо́н) es uno de los treinta y siete raiones en los que se divide el krai de Krasnodar, en Rusia. Está situado en el área occidental del krai. Limita al sur con el ókrug urbano de la ciudad de Gelendzhik (la frontera es la cordillera del Cáucaso), al oeste con el raión de Krymsk, al norte con el raión de Krasnoarméiskaya (la frontera es el río Kubán) y al este con el raión de Séverskaya. Tiene una superficie de 1 624 km² y 90 957 habitantes. Su centro administrativo es Abinsk.

## Historia
El raión fue establecido el 2 de junio de 1924 en la composición del ókrug del Kubán del óblast del Sudeste, sobre el territorio de los anteriores volosts de Abinsk, Mingrélskaya y Jolmskaya del otdel de Slaviansk del óblast de Kubán-Mar Negro. Inicialmente estaba constituido por ocho selsoviets: Abinsk, Ajtyrski, Varnavinskoye, Merchanskoye, Mingrelskaya, Shapsugskaya y Erivanskaya.
El 16 de noviembre de 1924 pasó a formar parte del krai del Cáucaso Norte. El 27 de febrero de 1930 parte de su territorio es integrado en el raión nacional griego. El 16 de febrero de 1932 es disuelto y su territorio anexado por el raión de Krymsk. En 31 de diciembre de 1934 fue restaurado en la composición del krai de Azov-Mar Negro y el 13 de septiembre de 1937 entró a formar parte del krai de Krasnodar. El 1 de febrero de 1963, los selsoviets rurales del raión pasan al de Krymsk y se forma y con la ciudad de Abinsk y parte de los raiones de Séverskaya y Krymsk se compone el Área industrial de Abinsk. El 12 de enero de 1965, el raión fue restaurado a sus fronteras anteriores.

## Demografía
| Año  | Población |
| ---- | --------- |
| 1959 | 66 498    |
| 1970 | 76 422    |
| 1979 | 78 906    |
| 1989 | 82 426    |
| 2002 | 89 794    |
| 2010 | 90 957    |

El 59.4 % de la población era urbana y el 40.6 % era rural en 2006.

## División administrativa

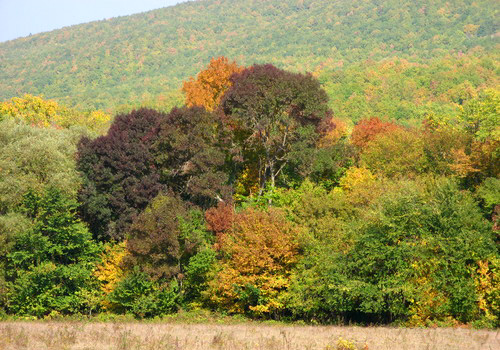
Bosque en el raión de Abinsk.

El raión se divide en 2 municipios urbanos y 6 municipios rurales, que engloban a 35 localidades.
| Municipios de tipo urbano      | Poblaciones* |
| ------------------------------ | --- |
| Municipio urbano Abínskoye     | - ciudad Abinsk - jútor Berezhnói - jútor Korobkin - posiólok Proletari - stanitsa Shapsúgskaya |
| Municipio urbano Ajtyrskoye    | - asentamiento de tipo urbano Ajtyrski |
| Municipios de tipo rural       | |
| Municipio rural Varnavinskoye  | - selo Varnavinskoye - jútor Sadovi |
| Municipio rural Mingrélskoye   | - stanitsa Mingrélskaya - jútor Aushed |
| Municipio rural Olginskoye     | - jútor Olginski - jútor Bogdasarov - jútor Léninski - jútor Necháyevski - jútor Svobodni |
| Municipio rural Svetlogórskoye | - selo Svetlogórskoye - jútor Erivanski - stanitsa Erivánskaya |
| Municipio rural Fiódorovskoye  | - stanitsa Fiódorovskaya - jútor Vasilevski - jútor Yekaterínovski - jútor Kosóvichi - jútor Pokrovski - jútor Sverdlovski                                                                                                |
| Municipio rural Jolmskoye      | - stanitsa Jolmskaya - jútor Vorobiov - jútor Krávchenko - jútor Krasnoktiabrski - posiólok Novosadovi - posiólok Novi - jútor Pervomaiski - posiólok Sinegorsk - posiólok Sosnóvaya Roshcha - jútor Jabl - jútor Erastov |

*Los centros administrativos están resaltados en negrita.

## Economía y transporte
En el raión se han hallado yacimientos de arena, grava, marga, arenisca y piedra caliza. Se extrae petróleo y gas natural.
De este a oeste del distrito cruzan la línea ferroviaria y la carretera Krasnodar-Novorosisk.